# Borys Jasiecki
Borys Jasiecki (ur. 26 czerwca 1985) – polski curler, skip reprezentacji Polski.

## Udział w zawodach międzynarodowych
| Rok  | Impreza                     | Gospodarz   | Skip drużyny   | Pozycja | Miejsce w dywizji | Miejsce w klas. generalnej |
| ---- | --------------------------- | ----------- | -------------- | ------- | ----------------- | -------------------------- |
| 2009 | Mistrzostwa Europy (dyw. B) | Aberdeen    | Borys Jasiecki | skip    | 5.                | 20. miejsce                |
| 2014 | Mistrzostwa Europy (dyw. B) | Champéry    | Borys Jasiecki | skip    | 12.               | 22. miejsce                |
| 2016 | Mistrzostwa Europy (dyw. B) | Glasgow     | Borys Jasiecki | skip    | 5.                | 15. miejsce                |
| 2017 | Mistrzostwa Europy (dyw. B) | St. Gallen  | Borys Jasiecki | skip    | 2.                | 12. miejsce                |
| 2019 | Mistrzostwa Europy (dyw. B) | Helsingborg | Borys Jasiecki | skip    | 3.                | 13. miejsce                |
| 2019 | World Qualification Event   | Naseby      | Borys Jasiecki | skip    | —                 | 5. miejsce                 |
| 2020 | World Qualification Event   | Lohja       | Borys Jasiecki | skip    | —                 | 6. miejsce                 |